# Галерија грбова Канаде
Галерија грбова Канаде обухвата актуелни Грб Канаде, историјске грбове Канаде, грбове канадских провинција, грбове канадских територија и грбове најзначајнијих канадских градова.

## Актуелни Грб Канаде
- Грб Канаде

## Историјски грбови Канаде
- Грб Канаде (1868)
- Грб Канаде (1905)
- Грб Канаде (1921)
- Грб Канаде (1957—1994)

## Грбови канадских провинција
- Грб Онтарија
- Грб Квебека
- Грб Нове Шкотске
- Грб провинције Њу Брансвик
- Грб Манитобе
- Грб Острва Принца Едварда
- Грб провинције Саскачеван
- Грб Алберте
- Грб провинције Њуфаундленд и Лабрадор

## Грбови канадских територија
- Грб Северозападне територије
- Грб Јукона
- Грб територије Нунавут

## Грбови најзначајнијих канадских градова
- Грб Отава
- Грб Едмонтон
- Грб Сент Џонс (Њуфаундленд и Лабрадор)
- Грб Торонто
- Грб Квебек (град)
- Грб Монтреал
- Грб Халифакс
- Грб Фредериктон
- Грб Винипег (град)
- Грб Викторија (Британска Колумбија)
- Грб Шарлоттаун
- Грб Реџајна
- Грб Саскатун
- Грб Калгари
- Грб Јелоунајф
- Грб Вајтхорс
- Грб Икалуит